# 赵充国平西羌之战
赵充国平西羌之战，汉宣帝神爵元年（公元前61年）四月至十一月，西汉后将军赵充国率軍平定西羌的的作战。
前61年春，以先零羌为首的西羌各部反汉。四月，汉宣帝派后将军赵充国率骑兵万余人前往镇压。赵充国兵达金城（今甘肃省兰州市西北）后，西渡黄河，率军乘夜推进至落都（今青海省海东市乐都区），见羌人没有守险，于是西至都尉府（治所在临羌县，今青海省湟源县东南），修筑壁垒，安营扎寨。羌軍多次挑战，汉军坚守不出。赵充国恩威并举，招降被先零胁迫的羌人种落，瓦解羌军。七月，汉军推进至先零地区。羌人屯兵已久，戒备松懈，见汉军大兵来临，慌忙抛弃车马，渡过湟水撤退。由于道路狭窄，赵充国怕逼迫太急，迫使羌军走投无路，回头死战，命所部缓慢追击。羌军掉入河水溺死者数百人，投降和被汉军斩杀达五百余人，损失牲畜十万余头，车四千余辆。汉军追至羌族驻地，赵充国严禁士卒焚烧房屋、割禾放牧，又有羌族万余人降汉。
十二月，汉宣帝再派破羌将军辛武贤、强弩将军许延寿，与赵充国合兵进攻先零。羌军已被重创，赵充国奏请撤除骑兵，以步兵屯田戍卫。汉宣帝下诏采纳赵充国建议。同时命辛武贤、许延寿两将军及中郎将赵卬率部继续出击羌人。破羌将军率兵出击，招降四千余人。强弩将军斩杀羌兵二千多人，赵卬斩杀并招降二千余人。赵充国率屯田兵也招降五千余人。至此，羌人反汉者五万人，前后被斩七千六百人，溺死、饿死五、六千人，降者三万一千二百人，只有四千余人逃脱。汉宣帝命赵充国继续率屯田兵戍卫，其余罢兵。前60年秋，诸羌共杀先零羌首领犹非、杨玉降汉。汉朝设金城属国（治所在允吾县，今青海省民和县下川口附近，一说今甘肃省永靖县西北），撤除屯田军。

## 文艺作品
国家宝藏 (第二季)：赵充国（蓝天野饰）、汉宣帝（朱峰饰）、先零首领（刘洋饰）、罕羌首领（杨宇斌饰）、赵卬（董彦麟饰）